# Stenosphenus penicilliventris
Stenosphenus penicilliventris là một loài bọ cánh cứng trong họ Cerambycidae.